# 지중해 연합
지중해 연합(地中海聯合, Union for the Mediterranean, 프랑스어: Union pour la Méditerranée)은 지중해 연안 43개국이 결성한 국가 연합이다. 지중해 연안국과 유럽 연합(EU) 국가로 구성되어 있으며 프랑스의 사르코지 대통령에 의해 제안되어 2008년 7월에 파리에서 첫 정상 회의를 열었다. 터키의 유럽 연합 가입이 난항에 부딪히자, 사르코지가 대안적 방법으로 지중해 연합을 제시했으며 터키는 이를 처음에 거부했다. 하지만 지중해연합 가입이 유럽 연합의 대체가 아니라는 점을 보장받고 터키가 가입을 승낙함에 따라 지중해 연합이 출범할 수 있었다.

## 가입국
가입국은 2022년 1월 현재 42개국이고, 인구로는 7억 6500만 명이다. 지중해 연안국에만 국한되는 사르코지의 첫 제안과는 달리, 유럽 연합 소속국이 참여하였다는 데에 큰 차이가 있다. 이는 지중해 연안국에만 한정될 경우 유럽 국가가 분열될 것을 우려했기 때문에 EU의 회원국을 모두 포함했다. 특히 앙겔라 메르켈 독일 총리의 반발이 컸다. 당초 44개국이 예상되었으나, 리비아가 마지막에 불참을 선언했다. 무아마르 카다피 리비아 국가 원수는 “지중해 연합이 아랍과 아프리카의 단결을 저해하는 신식민주의 구상”이라고 비판했다. 오늘날 리비아는 옵서버 국가 지위에 있다.
2011년, 시리아는 자격정지 국가가 되어 지중해 연합에서 탈퇴되었다.
| 국가명                | 분류 / 유럽 연합 속함 여부 | 지중해를 접함 | 비고        |
| --------------------- | -------------------------- | ------------- | ----------- |
| 그리스                | 예                         | 예            |             |
| 네덜란드              | 예                         | 아니요        |             |
| 덴마크                | 예                         | 아니요        |             |
| 독일                  | 예                         | 아니요        |             |
| 라트비아              | 예                         | 아니요        |             |
| 레바논                | 아니요                     | 예            |             |
| 루마니아              | 예                         | 아니요        |             |
| 룩셈부르크            | 예                         | 아니요        |             |
| 리투아니아            | 예                         | 아니요        |             |
| 모로코                | 아니요                     | 예            |             |
| 모리타니              | 아니요                     | 예            |             |
| 몬테네그로            | 아니요                     | 예            |             |
| 몰타                  | 예                         | 예            |             |
| 벨기에                | 예                         | 아니요        |             |
| 보스니아 헤르체고비나 | 아니요                     | 예            |             |
| 불가리아              | 예                         | 아니요        |             |
| 스웨덴                | 예                         | 아니요        |             |
| 스페인                | 예                         | 예            |             |
| 슬로바키아            | 예                         | 아니요        |             |
| 슬로베니아            | 예                         | 예            |             |
| 시리아                | 아니요                     | 예            | 2011년 탈퇴 |
| 슬로바키아            | 예                         | 아니요        |             |
| 아일랜드              | 예                         | 아니요        |             |
| 알바니아              | 아니요                     | 예            |             |
| 알제리                | 아니요                     | 예            |             |
| 에스토니아            | 예                         | 아니요        |             |
| 오스트리아            | 예                         | 아니요        |             |
| 요르단                | 아니요                     | 아니요        |             |
| 이스라엘              | 아니요                     | 예            |             |
| 이집트                | 아니요                     | 예            |             |
| 이탈리아              | 예                         | 예            |             |
| 체코                  | 예                         | 아니요        |             |
| 크로아티아            | 예                         | 예            |             |
| 키프로스              | 예                         | 예            |             |
| 튀르키예              | 아니요                     | 예            |             |
| 튀니지                | 아니요                     | 예            |             |
| 팔레스타인            | 아니요                     | 예            |             |
| 포르투갈              | 예                         | 아니요        |             |
| 폴란드                | 예                         | 아니요        |             |
| 프랑스                | 예                         | 예            |             |
| 핀란드                | 예                         | 아니요        |             |
| 헝가리                | 예                         | 아니요        |             |

## 운영
2008년 7월 13일, 프랑스 파리의 엘리제궁에서 열린 지중해 연합 정상회의에는 유럽 연합(EU) 27개국과 중동·북아프리카·동유럽 국가 16개국 등 모두 43개국 정상과 지도자들이 참석했다. 또한 국제 연합(UN) 반기문 사무총장도 참석했다. 첫 정상회의에서 사르코지는 회원국 간 실용적 협력을 강조하면서, 환경 오염과 지중해 수로 문제를 협상 의제로 삼았다. 그러나, 중동 문제와 같은 예민한 현안은 주요 의제로 설정하지 않았다.
정상회의는 2년에 한 번 열리며, 의장국은 지중해 이북·이남 국가가 한 나라씩 공동으로 맡는다.

## 같이 보기
- 유럽 연합
- 아프리카 연합
- 아랍 연맹